# Luigi Soldati
Luigi Soldati (Roma, 22 giugno 1948 – Roma, 28 aprile 1996) è stato un attore, regista e produttore cinematografico italiano.

## Biografia
Aveva un fratello gemello di nome Antonio. Discendente da un'antica famiglia romana, entrò nel mondo del teatro dirigendo e interpretando una serie di spettacoli di carattere sperimentale. Esordì ufficialmente nel 1974 assieme al fratello Antonio, nella miniserie televisiva Orlando furioso diretta da Luca Ronconi. Dopo altri piccoli ruoli in produzioni Rai, l'amicizia con il regista Arduino Sacco lo introdusse nel mondo del cinema pornografico. Soldati e Sacco lavoreranno insieme dal 1984 al 1987, spesso alternandosi alla regia dei propri lavori.
La pellicola People sex games (1986) lo vide per la prima volta esplicitamente accreditato in veste di regista (nonostante egli avesse già probabilmente preso parte a ruoli di simile mansione, coperto dalla firma dell'amico Sacco). Soldati diresse pellicole hard fino al 1988, la maggior parte sotto l'egida del marchio Melissa Film, società di cui fu inoltre amministratore unico. Nel medesimo periodo, in alcuni dei titoli realizzati da Schicchi e Sacco, apparve inoltre in piccoli ruoli di carattere non sessuale.
Come Sacco usava, a volte, doppiare alcuni dei personaggi maschili dei suoi film oppure fare il narratore.
A partire dal 1989 collaborò come direttore di produzione e aiuto regista per il marchio Union Film 1º, casa di produzione di film prevalentemente erotici, capeggiata dal produttore Silvano Scarpellini. Nel 1991 tornò al teatro, dove diresse il suo ultimo spettacolo. Rimane pressoché inattivo fino al 1996, quando fu direttore di produzione del film drammatico La donna orientale diretto da Bruno De Stephanis. La pellicola gli riserbò anche un ruolo secondario. 
Morì poco tempo dopo la fine delle riprese, alla fine di aprile del 1996, a causa di un tumore. Riposa presso il cimitero del Verano, a Roma.

## Filmografia

### Attore

#### Cinema
- Osinda, regia di Arduino Sacco (1984)
- L'allenatore nel pallone, regia di Sergio Martino (1984)
- La tua prima volta, regia di Arduino Sacco (1985)
- Non stop sempre buio in sala, regia di Bruno Gaburro (1985)
- Telefono rosso, regia di Riccardo Schicchi (1985)
- Calore in corpo, regia di Arduino Sacco (1986)
- Soffocation, regia di Arduino Sacco (1986)
- Cicciolina number one, regia di Riccardo Schicchi (1986)
- I racconti sensuali di Cicciolina, regia di Riccardo Schicchi (1986)
- Slip Caldo, regia di Arduino Sacco (1986)
- Rapsodia in Eros, anche regia (1987)
- Il profumo del male, anche regia (1987)
- Moana la bella di giorno, regia di Riccardo Schicchi (1987)
- Moana la scandalosa, regia di Riccardo Schicchi (1988)
- Io Gilda, regia di Andrea Bianchi (1989)
- Una donna per tutti, regia di Pasquale Fanetti (1990)
- La donna orientale, regia di Bruno de Stephanis (1996)

#### Televisione
- Orlando furioso – miniserie TV (1975)
- Cinema!!! – miniserie TV (1979)
- Un uomo da ridere – miniserie TV (1980)

### Regista
- People sex games (1986)
- Marina 10+ (1987)
- Peccato preferito (1987)
- Messalina oggi (1987)
- People n.2 (1987)
- Profonde visite (1987)
- Il profumo del male (1987)
- Raffinati piaceri bolognesi (1987)
- Rapsodia in eros (1987)
- Orgasmo... sensazioni... rabbia (1988)

### Produttore
- Banane al cioccolato, regia di Riccardo Schicchi (1986)